# Vitomirești
Vitomirești is een Roemeense gemeente in het district Olt.
Vitomirești telt 2500 inwoners.